# Supercoppa polacca 2006 (pallavolo femminile)
La Supercoppa polacca di pallavolo femminile 2006 si è svolta nel 2006: al torneo hanno partecipato due squadre di club polacche e la vittoria finale è andata per la prima volta al Bialski Klub Sportowy.

## Regolamento
Le squadre hanno disputato una gara unica.

## Squadre partecipanti
| Squadra     | Qualificazione                           | Ultima partecipazione |
| ----------- | ---------------------------------------- | --------------------- |
| BKS         | Vincitrice Coppa di Polonia 2005-06      | Debutto               |
| Muszynianka | Vincitrice Liga Siatkówki Kobiet 2005-06 | Debutto               |

## Torneo
| 2006 ?, ? Durata: ? - Spettatori: ? | Muszynianka | 0 - 3 | BKS | 8-25, 18-25, 20-25 |